# Etnopluralism
Etnopluralismul, intitulat uneori și etnodiferențialism, este un concept din terminologia Nouvelle Droite prin care se denotă că „toate popoarele” au dreptul la autodeterminare și „dreptul la identitate”. Un element-cheie al acestei doctrine este „dreptul la diferență”. Susținătorii o descriu ca pe o alternativă la multiculturalism și globalizare; aceștia încearcă să păstreze diferențele dintre culturi cu scopul de a le conserva unicitatea și de a evita apariția unei lumi în care fiecare regiune este identică din punct de vedere cultural. Conform etnopluralismului, elementele culturale străine dintr-o anumită regiune ar trebui să fie asimilate pentru a conduce la o omogenizare culturală în regiunea respectivă.
Ideea este asociată cu mișcări precum Noua Dreaptă Europeană, Mișcarea Identitară și politologul francez Alain de Benoist.

## Origine
Conform etnomuzicologului Benjamin R. Teitelbaum, termenul de „etnopluralism” a fost inventat de către sociologul german Henning Eichberg.

## Conceptul
Etnopluralismul a fost propus de gânditorii mișcării Nouvelle Droite și activiștii Noii Drepte Europene pentru a facilita independența societăților etnoculturale. Această idee tinde să utilizeze asimilarea culturală a normelor culturale străine ca mijloc de conservare a formelor etnoculturale inerente unei regiune.
Conceptul scoate în evidență separarea a diverse grupuri etnoculturale în contrast cu integrarea culturală și diversitatea intraculturală. Este parte a fundamentului ideologic al Noii Drepte Europene prin care aceasta își arată aprecierea față de identitatea culturală a grupurilor individuale. Aceste convingeri cu privire la cultură, etnicitate și rasă au devenit populare printre câteva grupuri de dreapta și extremă dreapta din Europa începând cu anii '70.

### Plasticitatea
Problema definirii conceptul stă în faptul că susținătorii acestuia pot oscila între o definiție etnică și una culturală a noțiunii de „diferență”. De exemplu, Alain de Benoist a adoptat un punct de vedere biologic în anii '60 și a aprobat politica apartheid din Africa de Sud. Totuși, acesta a adoptat treptat o abordare duală în lucrările sale. Influențat de filosofia dialogului și conceptul de Ich und Du (în română Eu și Tu) din lucrările lui Martin Buber, de Benoist a definit „identitatea” drept un fenomen „dialogic” în Noi și Ceilalți (2006). Conform acestuia, identitatea unei persoane este construită din două componente: „partea obiectivă” care provine din istoricul unei persoane (etnicitate, religie, familie, naționalitate) și „partea subiectivă”, liber aleasă de către individ. Prin urmare, identitatea un proces care evoluează și nu o noțiune fixă. În 1992, a dezaprobat modul în care Frontul Național a utilizat conceptul pe motiv că portretizează „diferența ca absolut, deși conform definiției aceasta există doar prin raportare la ceva”. Guillaume Faye a adoptat poziția opusă, susținând în 1979 că imigrația ar trebui să fie combătută - și nu imigranții - dacă se dorește conservarea atât a identității culturale, cât și a celei biologice pe ambele maluri ale Mediteranei. Acesta va milita mai târziu pentru un „război etnic total” între europenii „originali” și musulmani în lucrarea sa din 2002, Colonizarea Europei.
Etnopluraliștii au utilizat conceptul de „diferențialism cultural” cu scopul de a susține „dreptul la diferență” și a propune o politică regională de separare etnică și rasială, însă nu există un consens între aceștia cu privire la definiția de „membru” sau unde ar trebui să fie stabilite aceste granițe ipotetice. Unii dintre ei militează pentru acceptarea în Europa doar a „europenilor adevărați” în timp ce unii propun fracțiuni mai mici în stilul comunitarianismului pe criterii etnice. Filosoful Alain de Benoist susține că toate culturile indigene din Europa sunt amenințate și naționalismul paneuropean fundamentat pe entopluralism ar opri acest proces. Benoist a propus ca teritoriile etnice și sociale să fie cât se poate de mici astfel încât musulmanii să fie puși în „ghetouri” subordonate legii șaria.
Conform istoricului Rasmus Fleischer, evreii și etnicii romi sunt implicit absenți de pe harta etnopluralistă deoarece în viziunea „multifasciștilor” ambele minorități ar trebui „eliminate pentru a putea crea spațiu pentru o utopie pașnică”. Susținătorii conceptului îl descriu drept „o lume în care încap multe lumi” în timp ce criticii văd în acest proiect o formă de „apartheid global”.